# Vlag van Salland

Vlag van Salland

De vlag van Salland is de vlag van de Overijsselse streek Salland, ze werd in 2021 gekozen na een ontwerpwedstrijd. Het is een creatie van Nijverdaller Erik Dijk.

## Ontwerp
De vlag bestaat uit een lichtblauwe baan bovenin verwijst naar de lucht, terwijl het geel en groen onderin de akkers en weilanden symboliseren. Het groene driehoekige vlak rechtsboven verwijst naar de Sallandse Heuvelrug. De kleurvlakken zijn onderling van elkaar gescheiden door witte lijnen. De horizontale witte lijn stelt daarbij de horizon voor. Rechts op de vlag is een verticale golvende blauwe baan geplaatst welke zowel naar de letter S van Salland verwijst als naar de rivieren die Salland doorkruisen.

## Vlag waterschap Salland

Vlag waterschap Salland tot 1997 en streekvlag van Salland in de jaren 1997 tot 2021

De vlag van Salland werd op onbekende datum vastgesteld als de waterschapsvlag van het waterschap Salland.

### Ontwerp
De beschrijving luidt:
Negen golven van geel en blauw, in de verhouding 9:3:5:3:5:3:5:3:9, met in de broeking over de eerste vijf strepen het wapenschild.
De vlag bestaat uit een gele ondergrond met in het midden vier blauwe golvende lijnen. Links bovenin is het wapen van Salland opgenomen.
Geel is de historische kleur van Salland. Blauw staan symbool voor de rivieren, beken en weteringen die door de streek stromen. Het wapen vormt een combinatie van het wapens van het Sticht Utrecht (linksboven), Zwolle (rechtsonder), Deventer (linksonder) en Overijssel (rechtsboven).
In 1997 is het waterschap Salland opgegaan in het waterschap Groot Salland. De vlag is daardoor als waterschapsvlag komen te vervallen. Ze werd daarna tot 2021 als streekvlag gebruikt.

## Verwante afbeeldingen

Wapen waterschap Salland
Wapen van het Sticht Utrecht
Wapen van Zwolle
Wapen van Deventer
Wapen van Overijssel

Aa en Maas · Amstel, Gooi en Vecht · Brabantse Delta · Delfland · De Dommel · Drents Overijsselse Delta · Fryslân · Hollands Noorderkwartier · Hollandse Delta · Hunze en Aa's · Limburg · Noorderzijlvest · Rijn en IJssel · Rijnland · Rivierenland · Scheldestromen · Schieland en de Krimpenerwaard · De Stichtse Rijnlanden · Vallei en Veluwe · Vechtstromen · Zuiderzeeland
Voormalige waterschappen: 
De Aa · De Aarlanden · Alblasserwaard en de Vijfheerenlanden · De Alm · Amelander Grieën · Amstel- en Gooiland · Amstelland · Boarn en Klif · De Bovenvecht · Drentse Aa · Duurswold · Eemszijlvest · Goeree-Overflakkee · Gouwelanden · Groot Maas en Waal · Groot-Haarlemmermeer · Groot-Waterschap van Woerden · Groote Waard · Haarlemmermeerpolder · Hulster Ambacht · IJsselmonde · Krimpenerwaard · Land van Heusden en Altena · Het Lange Rond · Lauwerswâlden · Leidse Rijn · Linge · De Maaskant · Het Maasterras · Mark en Dintel · Marne-Middelsee · Meer en Woude · De Middelsékrite · De Nederwaard · Noord-Beveland · Noord- en Zuid-Beveland · Noord-Limburg · Noord-Veluwe · Noordhollands Noorderkwartier · Noordoostpolder · Noordwoude · Oldambt · Oude IJssel · De Overwaard · De Proosdijlanden · Purmer · Regge en Dinkel · De Runde · Salland · Schermer · Schieland · De Schipbeek · Schouwen-Duiveland · Sevenwolden · De Stellingwerven · Tholen · Tusken Waed en Ie · Uitwaterende Sluizen in Kennemerland en West-Friesland · De Vechtlanden · De Vier Noorder Koggen · Het Vrije van Sluis · De Waadkant · Walcheren · Waterland · De Waterlanden · Westergo's IJsselmeerdijken · Westerkwartier · Westfriesland · Wilck en Wiericke · Wilhelminapolder · Zuiveringschap Limburg